# Campo nell'Elba
Campo nell'Elba è un comune italiano di 4 652 abitanti della provincia di Livorno e dell'Isola d'Elba.
Si tratta di un comune sparso in quanto il comune è costituito da diversi centri abitati, oggi frazioni comunali: il capoluogo è Marina di Campo. Nel territorio comunale sono compresi anche l'isola di Pianosa e l'isolotto della Scola. Nella parte più occidentale del comune si estende la Costa del Sole.

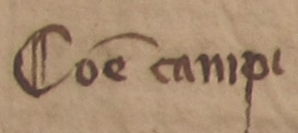
«Co[mun]e Campi» (1260)

## Geografia fisica
- Classificazione sismica: zona 4 (sismicità molto bassa), Ordinanza PCM 3274 del 20/03/2003
- Classificazione climatica: zona C, 1057 GR/G
- Diffusività atmosferica: alta, Ibimet CNR 2002

## Storia
Documentato nel Medioevo come Comune de Campo in realtà, con tali termini, si indicavano i due paesi collinari di San Piero in Campo e Sant'Ilario in Campo. L'attuale abitato di Marina di Campo sorse nel corso dei secoli successivi nei pressi della pianura (in latino campus) anticamente chiamata, per la sua peculiarità di zona umida, Maremma dell'Elba. L'abitato, detto Port'i Campo, si sviluppò attorno alla Torre di Marina di Campo, attestata dal 1596, ed alla piccola chiesa di San Gaetano da Thiene. Nei pressi si trova l'antica chiesa di San Mamiliano, d'impianto forse protoromanico e documentata dal XIV secolo, che conserva alcune reliquie ossee del Santo. Al 1924 risale la realizzazione di una pregevole scultura bronzea, opera di Sergio Vatteroni, che rappresenta la Vittoria alata inserita nel monumento ai caduti della prima guerra mondiale.

### Simboli
(R.D. del 27 aprile 1897)
Lo stemma è stato concesso con il regio decreto del 22 aprile 1897, e raffigura una torre tonda, merlata alla ghibellina, fondata su un monte erboso, con le cime simboleggianti le frazioni del Comune, digradanti verso il mare dal quale emerge l'isola di Pianosa. Le tre api d'oro nel capo ricordano la presenza napoleonica su queste terre.
Il gonfalone utilizzato dal comune anche se non formalmente concesso, è un drappo di azzurro con tre bandoni e lo stemma che vi è raffigurato presenta sul mare, al posto dell'isola di Pianosa un'imbarcazione a vela. In alcune altre immagini il capo compare trinciato d'oro e di rosso, probabile  riferimento alla bandiera napoleonica dell'Elba.
Con autorizzazione del 24 agosto 1905 al comune è concesso usare una bandiera costituita da un drappo trinciato di rosso e d'azzurro, con tre api d'oro camminanti sulla partizione.

## Monumenti e luoghi d'interesse

### Architetture religiose
- Pieve di San Giovanni
- Romitorio di San Francesco Saverio
- Chiesa di Santa Maria alle Piane del Canale (ruderi)
- Chiesa di San Mamiliano
- Chiesa di San Niccolò
- Chiesa di Sant'Ilario
- Chiesa di San Gaudenzio a Pianosa

### Architetture civili
- Faro di Marina di Campo
- Faro di Monte Poro presso Marina di Campo
- Faro di Pianosa a Pianosa
- Palazzo della Specola a Pianosa

### Architetture militari
- Torre di Marina di Campo
- Torre di San Giovanni
- Torre Vecchia a Pianosa
- Torre San Marco a Pianosa
- Forte Teglia a Pianosa

### Siti archeologici
- Necropoli delle Piane alla Sughera
- Sito neolitico del Masso alla Guata
- Sito megalitico dei Sassi Ritti
- Circolo megalitico di Monte Còcchero
- Catacombe di Pianosa
- Insediamento protostorico di Pietra Murata
- Insediamento protostorico delle Mure
- Insediamento etrusco di Castiglione di Campo
- Sito estrattivo medievale delle Grottarelle
- Cava medievale di San Piero in Campo

### Aree naturali
- Monte Capanne

## Società

### Evoluzione demografica
Abitanti censiti

### Etnie e minoranze straniere
Secondo i dati ISTAT al 31 dicembre 2018 la popolazione di Campo nell'Elba è per circa il 90,29% di cittadinanza italiana. La popolazione straniera residente ammontava a 470 persone, il 9,71% della popolazione. Le nazionalità maggiormente rappresentate in base alla loro percentuale sul totale della popolazione residente erano:
1. Romania, 134 – 2,77%
2. Moldavia, 56 – 1,16%

## Geografia antropica

### Frazioni
Secondo lo statuto comunale di Campo nell'Elba, si contano sei frazioni:
| nome                   | abitanti | altitudine |
| ---------------------- | -------- | ---------- |
| Marina di Campo (sede) | 2 104    | 2m s.l.m.  |
| San Piero in Campo     | 582      | 227m       |
| Seccheto               | 233      | 3m         |
| La Pila                | 203      | 15m        |
| Sant'Ilario in Campo   | 186      | 180m       |
| Pianosa Isola          | 10       | 10m        |

### Località
Altre località del territorio comunale sono:
| nome               | abitanti | altitudine |
| ------------------ | -------- | ---------- |
| Bonalaccia-filetto | 181      | 7m s.l.m.  |
| Gli Alzi           | 91       | 20m        |
| Capannili          | 87       | 3m         |
| Fetovaia           | 67       | 25m        |
| Vallebuia          | 58       | 150m       |
| Cavoli             | 17       | 20m        |
| Literno            | 15       | 2m         |
| Colle Palombaia    | 11       | 54m        |
| Vigne Giunche      | 9        | 2m         |
| Pomonte            | 9        | 20m        |

### Spiagge principali
- Spiaggia di Fetovaia
- Spiaggia di Cavoli

## Infrastrutture e trasporti
Nel territorio comunale di Campo nell'Elba è presente l'unico aeroporto dell'isola a La Pila. L'aeroporto è aperto al traffico commerciale e permette di raggiungere aeroporti nazionali e internazionali.
A Marina di Campo è presente un porto turistico, mentre l'Isola di Pianosa è raggiungibile coi traghetti da Rio Marina (Isola d'Elba), da Piombino e da Marina di Campo.

## Amministrazione
Di seguito è presentata una tabella relativa alle amministrazioni che si sono succedute in questo comune.
| Periodo          | Periodo        | Primo cittadino   | Partito                             | Carica      | Note                                                                                        |
| ---------------- | -------------- | ----------------- | ----------------------------------- | ----------- | ------------------------------------------------------------------------------------------- |
| 3 giugno 1985    | 21 maggio 1990 | Piero Landi       | Democrazia Cristiana                | Sindaco     | [ 13 ]                                                                                      |
| 21 maggio 1990   | 24 aprile 1995 | Piero Landi       | Democrazia Cristiana                | Sindaco     | [ 13 ]                                                                                      |
| 24 aprile 1995   | 14 giugno 1999 | Piero Pertici     | centro-sinistra                     | Sindaco     | [ 13 ]                                                                                      |
| 14 giugno 1999   | 14 giugno 2004 | Antonio Galli     | centro-sinistra                     | Sindaco     | [ 13 ]                                                                                      |
| 14 giugno 2004   | 8 giugno 2009  | Antonio Galli     | lista civica                        | Sindaco     | [ 13 ]                                                                                      |
| 8 giugno 2009    | 27 maggio 2014 | Vanno Segnini     | lista civica                        | Sindaco     | [ 13 ]                                                                                      |
| 27 maggio 2014   | 22 luglio 2016 | Lorenzo Lambardi  | lista civica                        | Sindaco     | Sostituito dal commissario prefettizio Di Donato a causa della caduta della giunta comunale |
| 9 settembre 2016 | 12 giugno 2017 | Massimo Di Donato |                                     | Comm. pref. |                                                                                             |
| 12 giugno 2017   | 13 giugno 2022 | Davide Montauti   | lista civica Uniti per cambiare     | Sindaco     |                                                                                             |
| 13 giugno 2022   | in carica      | Davide Montauti   | lista civica Insieme per migliorare | Sindaco     |                                                                                             |